# Свидовец
Свидове́ц (укр. Свидовець) — село в Нежинском районе Черниговской области (Украина). До 2020 года входило в состав Бобровицкого района.
В состав сельсовета входят сёла Буглаки (подавляющее число жителей села носят фамилию Буглак) и Татаровка (название села, видимо, связано с кочевниками). Территория сельсовета расположена в восточной части района. В селе Свидовец в древние времена стригли баранов, из-за чего так и назвали это поселение. По-украински, (Свидовець), (Свид овець). На перекрёстке четырёх дорог, именуемым Карашня,(от слова карака, раскоряченный столб) напротив имения семьи Горбач, находится памятник погибшему солдату Чорнобаю А. С., который служил матросом на крейсере "Аврора" и погиб во время штурма Зимнего дворца в 1917г.

## История
Впервые упоминается в 1155 году. Расположено в верховьях реки Супой. В Ипатьевской летописи говорится: «...придоша изнова половцьі на мир и сташа по Дубенцю они и поверх Супоя».
Вблизи сел обнаружены курганы II—I тысячелетий до н. э.